# 巴尔加
巴尔加（義大利語：Barga），是意大利卢卡省的一个市镇。总面积66.52平方公里，人口10307人，人口密度154.9人/平方公里（2009年）。ISTAT代码为046003。

## 友好城市
- 法國 阿扬日